# X/Open
O X/Open Company, Ltd. foi um consórcio fundado por diversos fornecedores de sistemas Unix da Europa com o objetivo de identificar e promover padrões abertos na área da tecnologia da informação. Os seus membros originais eram a Bull, ICL, Siemens, Olivetti e Nixdorf.
O X/Open gerenciou a marca UNIX® de 1993 até 1996, quando ele foi fundido com o Open Software Foundation para formar o The Open Group.